# Сан Леучо дел Санио
Сан Леучо дел Санио (итал. San Leucio del Sannio) је насеље у Италији у округу Беневенто, региону Кампанија.
Према процени из 2011. у насељу је живело 1606 становника. Насеље се налази на надморској висини од 362 м.

## Становништво
Према резултатима пописа становништва 2011. у општини је живело 3.238 становника.
| 1931. | 1936. | 1951. | 1961. | 1971. | 1981. | 1991. | 2001. | 2011. |
| ----- | ----- | ----- | ----- | ----- | ----- | ----- | ----- | ----- |
| 3.746 | 3.940 | 4.062 | 3.526 | 3.112 | 3.179 | 3.307 | 3.159 | 3.238 |